# Jana Costas
Jana Costas (* 1982) ist eine deutsche Wirtschaftswissenschaftlerin.

## Leben
Jana Costas erwarb 2004 den BSc in Management an der London School of Economics and Political Science, 2006 den MPhil an Judge Business School der University of Cambridge und 2009 den Ph.D. an der Judge Business School der University of Cambridge.
Von 2009 bis 2013 war sie Juniorprofessorin an der FU Berlin. Von 2013 bis 2014 hatte sie ein EU Marie Curie Fellowship an der Copenhagen Business School. Seit 2014 ist sie Universitätsprofessorin für Betriebswirtschaftslehre – insbesondere Personal, Arbeit und Management – an der Europa-Universität Viadrina.

## Wirken
Ihre Forschungsinteressen sind u. a. Organisation, Arbeit, Kultur, Macht, Führung, Geheimhaltung, Corporate Social Responsibility, soziale und psychoanalytische Theorie. Sie leitet mit Patrick Vonderau das Forschungsnetzwerk Digitale Kultur, das auf Basis einer Zuwendung des BKM (Beauftragte der Bundesregierung für Kultur und Medien) eine Studie zur Vergütungssituation im Musikstreaming durchführt.
Das Werk Im Minus-Bereich. Reinigungskräfte und ihr Kampf um Würde beschreibt die Zeit Costas’, in der sie sechs Monate als Reinigungskraft in Berlin arbeitete. Es beleuchtet die soziale Unsichtbarkeit und die Herausforderungen, denen Männer und Frauen in der Branche gegenüberstehen. Costas erforscht, wie diese Arbeiter sozial, räumlich und zeitlich unsichtbar gemacht werden und wie ihre Arbeit trotz der schwierigen Umstände eine Quelle der Würde sein kann. Sie diskutiert auch interne soziale Dynamiken unter den Reinigungskräften und zeigt auf, dass Anerkennung und bessere Arbeitsbedingungen entscheidend für die Verbesserung ihrer Situation sind.

## Schriften (Auswahl)
- mit Christopher Grey: Outsourcing your Life: Exploitation and Exploration in “the 4-Hour Workweek”. In: Research in the Sociology of Organizations. Band 37. Emerald Group Publishing Limited, 2012, ISBN 978-1-78190-505-0, S. 221–247, doi:10.1108/s0733-558x(2013)0000037012 (emerald.com [abgerufen am 19. Juli 2023]).
- mit Dan Kärreman: The Bored Self in Knowledge Work. In: Human Relations. Band 69, Nr. 1, Januar 2016, ISSN 0018-7267, S. 61–83, doi:10.1177/0018726715579736 (sagepub.com [abgerufen am 19. Juli 2023]).
- mit Christopher Grey: Secrecy at Work. The Hidden Architecture of Organizational Life, Stanford University Press, Stanford 2016, ISBN 978-0-8047-9814-3.
- mit Blagoy Blagoev, Dan Kärreman: ‘We are all herd animals’: Community and organizationality in coworking spaces. In: Organization. Band 26, Nr. 6, November 2019, ISSN 1350-5084, S. 894–916, doi:10.1177/1350508418821008 (sagepub.com [abgerufen am 19. Juli 2023]).
- mit Mona Florian, Dan Kärreman: Struggling with Meaningfulness when Context Shifts: Volunteer Work in a German Refugee Shelter. In: Journal of Management Studies. Band 56, Nr. 3, Mai 2019, ISSN 0022-2380, S. 589–616, doi:10.1111/joms.12410 (wiley.com [abgerufen am 19. Juli 2023]).
- Dramas of Dignity. Cleaners in the Corporate Underworld of Berlin, Cambridge University Press, Cambridge 2022, ISBN 978-1-108-46916-6.
- Im Minus-Bereich. Reinigungskräfte und ihr Kampf um Würde. Übersetzung aus dem Englischen: Richard Barth, Michael Müller, Stephan Gebauer, Suhrkamp Verlag, Berlin 2023, ISBN 3-518-12792-6.